# أريسيبو
أريسيبو هي بلدية في بورتوريكو، في الولايات المتحدة، بلغ عدد سكانها 96,440 نسمة وذلك حسب إحصائيات سنة 2010، تبلغ مساحتها 46.490472 كيلومتر مربع، رمزها البريدي هو 00612.

## المناخ
يظهر الجدول التالي التغييرات المناخية على مدار السنة لأريسيبو:
| البيانات المناخية لـأريسيبو       | البيانات المناخية لـأريسيبو | البيانات المناخية لـأريسيبو | البيانات المناخية لـأريسيبو | البيانات المناخية لـأريسيبو | البيانات المناخية لـأريسيبو | البيانات المناخية لـأريسيبو | البيانات المناخية لـأريسيبو | البيانات المناخية لـأريسيبو | البيانات المناخية لـأريسيبو | البيانات المناخية لـأريسيبو | البيانات المناخية لـأريسيبو | البيانات المناخية لـأريسيبو | البيانات المناخية لـأريسيبو |
| الشهر                             | يناير                       | فبراير                      | مارس                        | أبريل                       | مايو                        | يونيو                       | يوليو                       | أغسطس                       | سبتمبر                      | أكتوبر                      | نوفمبر                      | ديسمبر                      | المعدل السنوي               |
| --------------------------------- | --------------------------- | --------------------------- | --------------------------- | --------------------------- | --------------------------- | --------------------------- | --------------------------- | --------------------------- | --------------------------- | --------------------------- | --------------------------- | --------------------------- | --------------------------- |
| متوسط درجة الحرارة الكبرى °ف (°م) | 84 (29)                     | 84 (29)                     | 86 (30)                     | 87 (31)                     | 88 (31)                     | 90 (32)                     | 90 (32)                     | 90 (32)                     | 90 (32)                     | 90 (32)                     | 88 (31)                     | 88 (31)                     | 88 (31)                     |
| متوسط درجة الحرارة الصغرى °ف (°م) | 65 (18)                     | 64 (18)                     | 65 (18)                     | 66 (19)                     | 69 (21)                     | 70 (21)                     | 71 (22)                     | 71 (22)                     | 70 (21)                     | 70 (21)                     | 68 (20)                     | 66 (19)                     | 68 (20)                     |
| الهطول إنش (مم)                   | 4.6 (120)                   | 3.1 (79)                    | 2.8 (71)                    | 3.8 (97)                    | 5.8 (150)                   | 4.0 (100)                   | 3.8 (97)                    | 4.5 (110)                   | 5.1 (130)                   | 5.2 (130)                   | 6.1 (150)                   | 5.8 (150)                   | 54.5 (1٬380)                |
| المصدر: Weatherbase               |                             |                             |                             |                             |                             |                             |                             |                             |                             |                             |                             |                             |                             |

## أعلام
- رامون رويز
- ديلما أريغويتيا
- رامون مارين
- أنخيل دانيال فاسالو
- فرنسيسكو غونزالو مارين